# 灯火节
燈火節是指以燃燈、點火為主題的節日，傳統民俗節日中的燈節多源於對火的自然崇拜。東亞的傳統燈火節有元宵節、中秋節。印度文化圈則有水燈節、排燈節、屠妖節等。
其他則有一些以燈飾為主題的節慶活動，即燈會、燈節。